# Пиндамоньянгаба
Пиндамоньянгаба (порт. Pindamonhangaba) — муниципалитет в Бразилии, входит в штат Сан-Паулу. Составная часть мезорегиона Вали-ду-Параиба-Паулиста. Входит в экономико-статистический микрорегион Сан-Жозе-дус-Кампус. Население составляет 136 263 человека на 2007 год. Занимает площадь 731,355 км². Плотность населения — 196,9 чел./км².
Праздник города — 10 июля.

## История
Город основан в 1705 году.

## Статистика
- Валовой внутренний продукт на 2003 составляет 2.246.190.221,00 реалов (данные: Бразильский институт географии и статистики).
- Валовой внутренний продукт на душу населения на 2003 составляет 16.562,99 реалов (данные: Бразильский институт географии и статистики).
- Индекс развития человеческого потенциала на 2000 составляет 0,815 (данные: Программа развития ООН).

## География
Климат местности: субтропический.

## Известные уроженцы
- Диас, Луис Густаво (род. 1987) — бразильский футболист.
- Оливейра, Жуан Карлуш ди (1954—1999) — бразильский легкоатлет, двукратный бронзовый призёр олимпийских игр (1976, 1980) в тройном прыжке, экс-рекордсмен мира в этой дисциплине.
- Рибас, Эмилио (1862—1925) — бразильский медик. Национальный герой Бразилии.